# Alexander Jones (journaliste)
Pour les articles homonymes, voir Alexander Jones et Jones.
Alexander Jones (1801-1863), journaliste et patron de presse américain, du nom de plume "Sandy Hook" au Journal of Commerce, fut le fondateur et le premier directeur de l'agence de presse américaine Associated Press de 1848 à 1851.

## Biographie

### Un scientifique passionné par le coton et la médecine
Né en 1801 sur la plantation de ses parents à Phelp's Ferry (Bermudes), au large de la Caroline du Sud, qui deviendra Jonesville en 1815, Alexander Jones part étudier la médecine à Philadelphie puis s'installe comme praticien dans ce qui est appelé la Géorgie, sur le futur État du Mississippi.
Il s'intéresse au cotton gin, qu'il perfectionne, ce qui lui vaut une invitation en Inde en 1840 pour aider à développer la production de coton, avec une rémunération de 5 000 dollars par an, mais change d'avis à Londres, pendant le voyage, car ce serait concurrencer les agriculteurs de son propre pays.

### La chronique "Sandy Hook" pour le Journal of Commerce
À partir de 1828,Alexander Jones devient journaliste à New York, pour le tout nouveau Journal of Commerce, fondé l'année précédente et qui vient d'être acheté par son ami Gerard Hallock et Samuel Morse. Il rédige une chronique régulière sous le pseudonyme très populaire de "Sandy Hook" du nom de la presqu'île sableuse proche du port où le journal a installé un sémaphore pour transmettre le contenu des journaux arrivés d'Europe, un peu avant leur débarquement par les navires.

### L'association du port de New York
Alexander Jones participe en 1946 à la création de l'Associated Press, qui n'est encore qu'un projet entre cinq journaux de New York, prenant forme seulement en 1848 et appelée "Harbor Associated Press", puis à partir de 1856 "New York Associated Press", et seulement en 1893 Associated Press.
Il est le premier directeur général de l'association, lorsqu'elle elle est officiellement fondée à partir de 1848, en compagnie du premier président, son ami et collègue du Journal of Commerce, Gerard Hallock. Leur journal est le plus petit des cinq, mais le plus motivé.

### Un voisin et collègue de Samuel Morse
En 1846, il a des bureaux juste à côté de ceux de Samuel Morse, au 16 rue du mur, (Wall Street) dans lesquels il s'emploie à tester le télégraphe électrique, le système créé par Charles Wheatstone en 1836 n'étant adapté qu'à de très petites distances.
En mai, l'association a déjà une ligne télégraphique, mais l'immigré irlandais Henry O'Rielly (1806-86) veut construire une ligne jusqu'à Portland dans le Maine, en utilisant les équipements de Bain, alors qu'un long article en une du New York Tribune, le mars 1848, dénonce la technologie Morse.

### L'élection présidentielle de 1848
L'Associated Press se fit immédiatement de la publicité par le biais de l'élection présidentielle de novembre 1848, la première au cours de laquelle fut utilisé le télégraphe et la première à voir tous les États de l'Union, alors au nombre de 30, voter le même jour. Les 72 heures de comptage et de transmission lui auront coûté plus de 1 000 dollars de note de télégraphe.
Il fut aussi "reporter commercial" au New York Herald Tribune jusqu'à son décès.